# Humče, Dobrla vas
Humče (nemško Humtschach) je naselje v Občini Dobrla vas v Okraju Velikovec na Koroškem v Avstriji.